# 小田急デト1形電車
小田急デト1形電車（おだきゅうデト1がたでんしゃ）は、1953年から2003年まで小田急電鉄が保有した車両工場内入換用の電車である。
工場内の入換用のために、廃車された車両の部品などを再利用して製造された車両で、当初経堂工場で使用されていたが、大野工場が開設されると同時に移動、2003年まで工場内入換用途に使用された。

## 概要
従来、経堂工場内の車両入換には予備の電車を使用していたが、乗客の増加により予備の電車を持たないこととしたため、代替の入換用車両として製造された。
廃車後に経堂工場内に放置されていたモニ1形を再利用し、経堂工場で製造された。機器類はほぼ全てが廃品利用で、製造費用は約90万円であった。『電気車の科学』通巻71号（1954年3月号）では、経堂工場従業員の創意工夫の事例としても紹介された。

## 車両概説

### 車体
本車両の外観上最大の特徴は、廃車された電車の台枠をそのまま利用した荷台の上に凸形電気機関車と同様の運転台が配置されていることで、当時小田急勤務だった生方良雄も「ゲテモノに属する車両」と紹介していた。運転台は新宿寄りに設置されており、小田原寄りの平床部分にはバランスを保つためのウエイトが載せられている。
車体塗色はオレンジ色で、屋根と台枠部はグレーである。

### 主要機器
主電動機はデハ1200形・デハ1300形・デハ1400形に搭載されているものと同一品の三菱電機製MB-146A補極付直流直巻電動機（端子電圧750V、定格出力93.3kW）を2基吊り掛け式で装架していた。歯数比は59:24=2.46である。
台車は「車両設計認可申請書並びに特別設計許可申請書」によればクハ1653から発生したKS31L形台車を装着したとされるが、1956年10月1日当時の資料ではKS31F形台車となっている。また、『鉄道ピクトリアル』通巻405号では「当初KS-30Laであった」と記述されている。
制御器は電磁空気単位スイッチ式のKS-28を搭載する。
ブレーキは直通空気ブレーキ (SM) および手ブレーキを備える。
電動空気圧縮機は7.8馬力、990m3/minの三菱電機製D-3-Fを1基、電動発電機は発電機容量1.5kWの三菱電機製MG-10Sを搭載する。
連結器は柴田式下作用およびシャロン式上作用自動連結器を備える。運転台は新宿側に設置されているが、車両の定期検査においては1工程で30回程度の入換作業が伴うことから、作業の便を図るために小田原側の連結器には連結や切り離し作業を遠隔操作で行なう機能を有している。これは、かつて超特急「燕」が補機を走行中開放していたものにヒントを得たとされている。
集電装置は三菱電機製S-514パンタグラフを1基搭載する。
当初より走行範囲は工場・検車区・駅構内に限定されていたことから、保安装置は製造以来設置されていない。

## 沿革
経堂工場の入換動力車として導入された。車籍上では1954年5月製造となっているが、実際には1953年の時点で既に機械扱いで使用されていた。
1962年に大野工場が開設されるとそちらに移されたが、この頃に運転台から連結箇所の確認を容易にするため、車体下部に固定窓が設置された。また、1960年代後半には、台車を4000形に主要機器を流用した上で廃車になった車両が装備していたKS31Lに変更した。
その後、1975年には台車を廃車になった1900形の廃車発生品であるKS33Eに変更した。この時期に、主電動機の搭載数と歯数比が変更されている。
1994年には経年劣化した箇所の補修が行なわれたが、2002年にトモエ電機工業製の新しい入換動車（機械扱い）が導入されたのに伴い廃車となった。本車両の廃車に伴い、小田急から車籍を有する釣り掛け駆動車両は消滅し、小田急創業期から使用されたMB-146系の電動機を有する車両も消滅した。廃車された後に解体されている。